# مکونگ
۱۵°۶′۱۹٫۹۵″ شمالی ۱۰۵°۴۸′۴۹٫۵۱″ شرقی / ۱۵٫۱۰۵۵۴۱۷°شمالی ۱۰۵٫۸۱۳۷۵۲۸°شرقی
رود مِکونگ (Mekong) با طول تقریبی ۴٬۳۵۰ کیلومتر، دوازدهمین رود بلند جهان و سومین رود بلند آسیا به‌شمار می‌رود. این رود از فلات تبت سرچشمه می‌گیرد و از کشورهای چین (با نام لانسانگ)، میانمار، لائوس، تایلند، کامبوج و در نهایت ویتنام عبور می‌کند و در دلتا مکونگ به دریای جنوبی چین می‌ریزد. نام این رود در زبان‌های خمر و لائو به معنای «مادر رودخانه» است و در زبان‌های محلی به صورت «مه نام خنگ» یا «مادر خنگ» شناخته می‌شود.
مکونگ از نظر تنوع زیستی یکی از مهم‌ترین رودهای جهان است و پس از رود آمازون، دومین اکوسیستم آب شیرین متنوع به‌شمار می‌آید. در حوزه آبریز آن بیش از ۲۰ هزار گونه گیاهی، ۴۳۰ گونه پستاندار، ۱٬۲۰۰ گونه پرنده و حدود ۸۵۰ گونه ماهی ثبت شده است. از میان این گونه‌ها، برخی مانند ماهی گربه غول‌پیکر مکونگ با وزنی تا ۳۵۰ کیلوگرم و طول بیش از ۳ متر، از بزرگ‌ترین ماهیان آب شیرین جهان هستند. همچنین جمعیت دلفین‌های ایرَواددی که در بخش پایین‌دست رودخانه زیست می‌کنند، به شدت کاهش یافته و به کمتر از ۸۵ عدد رسیده است.

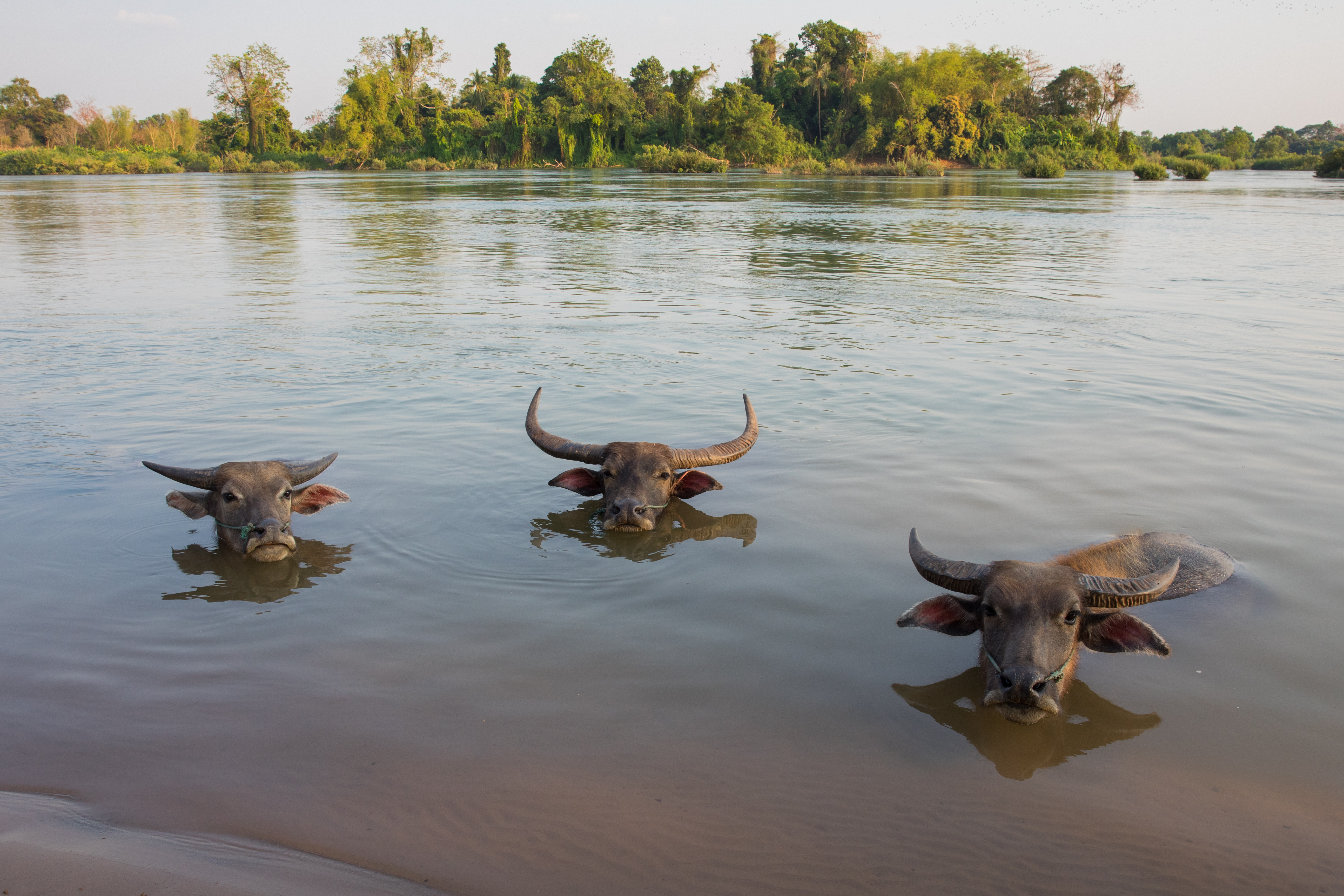
نگاره‌ای از سه گاومیش در حین آب‌تنی در مِکونگ، در جنوب لائوس.

رود مکونگ نقشی حیاتی در تأمین معیشت ساکنان منطقه دارد. صنایع شیلات و ماهی‌گیری در این رودخانه ارزشی معادل ۳٫۹ تا ۷ میلیارد دلار در سال دارند و منبع اصلی پروتئین حیوانی برای میلیون‌ها نفر به‌شمار می‌روند. در حدود ۴۰ میلیون نفر در کشورهای پایین‌دست به‌طور مستقیم یا غیرمستقیم به منابع شیلاتی مکونگ وابسته‌اند و سالانه بیش از ۲٫۵ میلیون تن منابع آبی از این رود استخراج می‌شود.
با وجود اهمیت زیستی و اقتصادی، رود مکونگ با چالش‌های جدی زیست‌محیطی روبه‌روست. ساخت سدهای متعدد از سوی کشورهای بالادست، به‌ویژه چین، جریان طبیعی آب را دستخوش تغییر کرده و موجب کاهش دبی، تخریب زیست‌بوم‌ها، خشک‌سالی‌های مکرر، فرسایش کرانه‌ها و تداخل چرخه‌های آبیاری شده است. همچنین آلودگی‌های ناشی از فاضلاب شهری، افزایش پلاستیک در آب، و برداشت بی‌رویه شن و ماسه از بستر رودخانه، شرایط محیط‌زیستی را وخیم‌تر کرده‌اند.
این رودخانه در تاریخ فرهنگی و تمدنی منطقه نیز جایگاه برجسته‌ای دارد. تمدن‌های کهنی چون فونان، چنلا و امپراتوری انگکور در حوضه این رود شکل گرفتند. نخستین اروپایی‌ای که به مکونگ رسید، آنتونیو ده فاریا، جهانگرد پرتغالی، در سال ۱۵۴۰ میلادی بود. در سال ۱۹۹۵ کمیسیون بین‌المللی مکونگ تأسیس شد و چین و میانمار در سال ۱۹۹۶ به‌عنوان اعضای گفت‌وگوی مشارکتی به آن پیوستند تا مدیریت منابع رودخانه به‌صورت هماهنگ و منطقه‌ای انجام گیرد.
دلتا مکونگ که در ویتنام قرار دارد، یکی از حاصل‌خیزترین مناطق جنوب‌شرق آسیاست و به «انبار برنج ویتنام» شهرت دارد. با این حال، این ناحیه نیز با خطرهایی نظیر سیلاب، فرسایش ساحلی، نفوذ آب شور و کاهش رسوب‌گذاری روبه‌روست. پوشش طبیعی در دلتا به کمتر از ۱۰ درصد رسیده و رشد آن که در گذشته پرشتاب بود، از دهه ۲۰۰۰ به بعد متوقف شده و حتی در حال عقب‌نشینی است؛ روندی که به‌ویژه در اثر ساخت سدهای بالادست و استخراج شن تشدید شده است. رود مکونگ افزون‌بر منابع زیستی و کشاورزی، نقش مهمی در حمل‌ونقل کالا و پیوندهای فرهنگی میان کشورهای حاشیه خود دارد، اما آینده آن به‌شدت تحت تأثیر بهره‌برداری‌های ناپایدار و فشارهای انسانی قرار گرفته است.
جزیرهٔ کوچک دون دِت در رودخانهٔ مِکونگ واقع شده است.

## تاریخچه

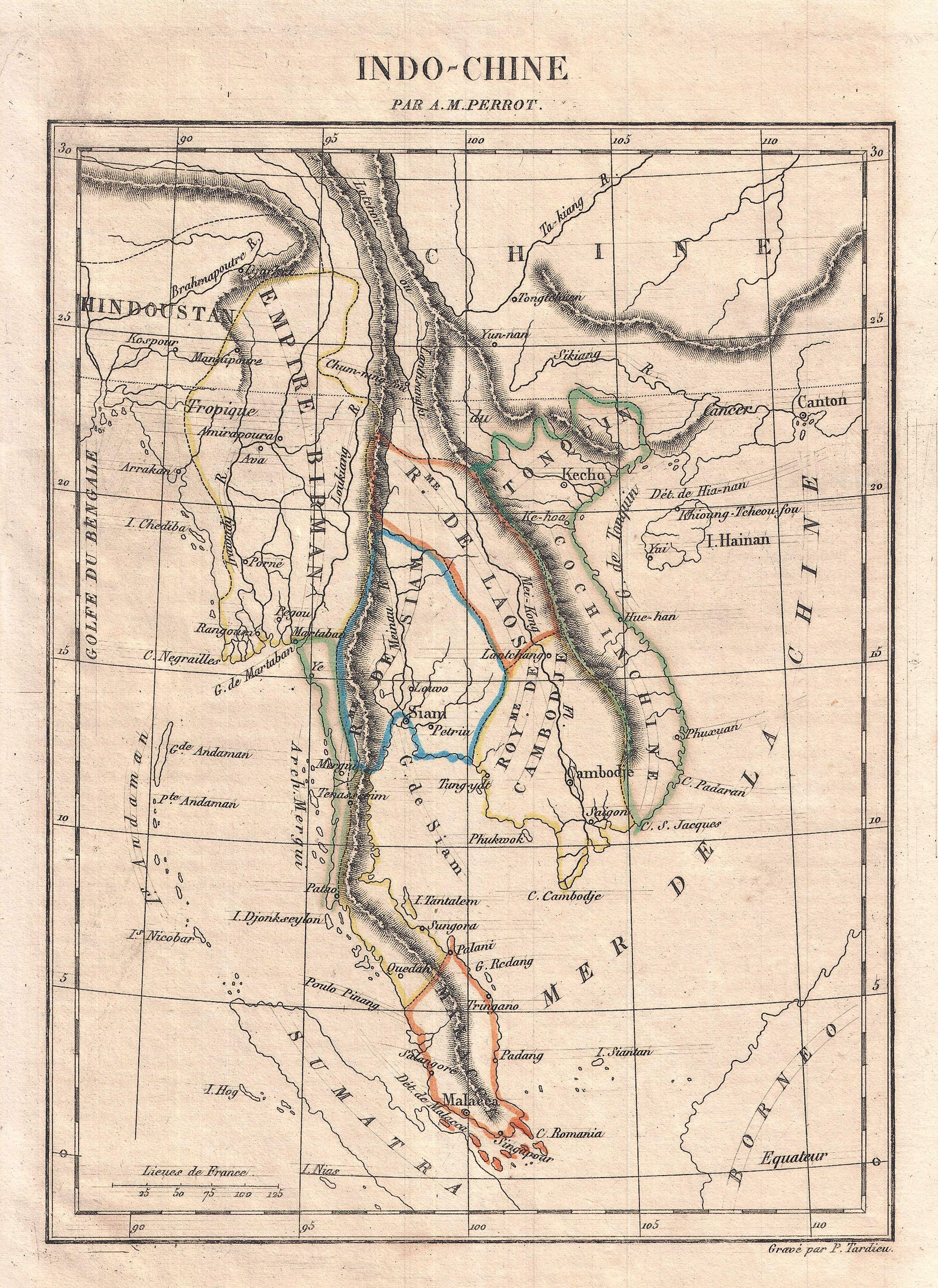
نقشه‌ای از سدهٔ نوزدهم که رود مکونگ را با نام «می‌کونگ» نشان می‌دهد

دشوار بودن ناوبری در رود مکونگ موجب شده است که این رود مردم ساکن اطرافش را بیشتر از هم جدا کند تا این‌که آن‌ها را به هم پیوند دهد. کهن‌ترین سکونت‌گاه‌های شناخته‌شده در این منطقه به سال ۲۱۰ پیش از میلاد بازمی‌گردند و بان چیانگ نمونه‌ای برجسته از فرهنگ آغازین عصر آهن در این منطقه است. نخستین تمدن ثبت‌شده در این ناحیه، فرهنگ خمر هندی‌شدهٔ پادشاهی فونان در دلتای مکونگ در سدهٔ یکم میلادی بود. کاوش‌های باستان‌شناسی در اوک اِئو در نزدیکی آن جیانگ امروزی، سکه‌هایی از دوردست، حتی از امپراتوری روم، کشف کرده‌اند. این تمدن بعداً جای خود را به فرهنگ خمر در دولت چِنلا در سدهٔ پنجم میلادی داد. امپراتوری خمر در انگکور آخرین دولت بزرگ هندی‌شده در این منطقه بود. از زمان فروپاشی امپراتوری خمر، رود مکونگ به خط مقدم میان دولت‌های نوپای سیام (تایلند) و تونکین (ویتنام شمالی) تبدیل شد و کشورهای لائوس و کامبوج که در آن زمان در سواحل بودند، میان این دو قدرت گرفتار شدند.
نخستین اروپایی‌ای که با رود مکونگ برخورد کرد، آنتونیو ده فاریا پرتغالی در سال ۱۵۴۰ بود. نقشه‌ای اروپایی از سال ۱۵۶۳ رودخانه را نشان می‌دهد، اگرچه تا آن زمان نیز اطلاعات کمی از بخش‌های بالادستی رود در دست بود. علاقهٔ اروپاییان به این منطقه پراکنده و موردی بود: اسپانیایی‌ها و پرتغالی‌ها برخی مأموریت‌های مذهبی و بازرگانی را به انجام رساندند، در حالی‌که هلندی‌ای به نام خرت فان وویستهوف در سال‌های ۱۶۴۱–۴۲ تا وینتیان در لائوس امروزی سفر کرد.
فرانسوی‌ها در میانهٔ سدهٔ نوزدهم به این منطقه یورش بردند، در سال ۱۸۶۱ سایگون را تصرف کردند و در سال ۱۸۶۳ حمایت خود را بر کامبوج اعمال کردند.

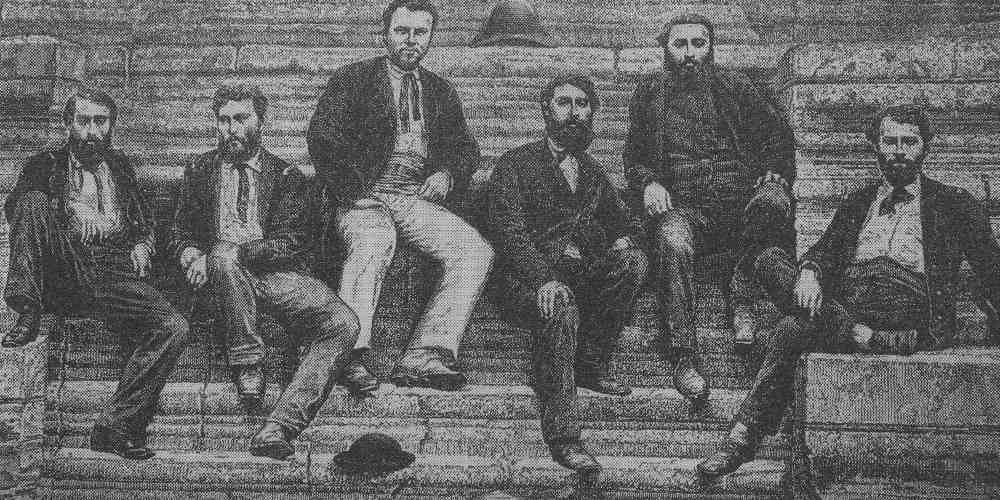
اعضای هیئت اکتشاف رود مکونگ در سال‌های ۱۸۶۶ تا ۱۸۶۸

نخستین کاوش منظم اروپایی‌ها با هیئت اکتشاف فرانسوی رود مکونگ در سال‌های ۱۸۶۶ تا ۱۸۶۸ آغاز شد که به سرپرستی ارنست دودار دولاگِره و فرانسیس گارنیه صورت گرفت. آن‌ها از دهانهٔ رود تا یون‌نان بالا رفتند. مهم‌ترین نتیجهٔ سفر آن‌ها این بود که رود مکونگ به‌دلیل آبشارها و تندآب‌های فراوان، هرگز نمی‌تواند برای ناوبری مفید باشد. سرچشمهٔ رودخانه در سال ۱۹۰۰ توسط پیوتر کوزمین کوچلوف کشف شد.
از سال ۱۸۹۳، فرانسوی‌ها کنترل خود را بر رودخانه تا لائوس گسترش دادند و در آغاز سدهٔ بیستم «هند و چین فرانسوی» را بنیان گذاشتند. این وضع تا زمان جنگ نخست هندوچین و سپس جنگ ویتنام ادامه داشت که به اخراج فرانسوی‌ها از مستعمره‌های سابقشان و شکست دولت‌های مورد حمایت آمریکا انجامید.
در جریان جنگ‌های هندوچین در دههٔ ۱۹۷۰، مقدار زیادی مواد منفجره (و حتی گاه شناورهای کامل حامل گلوله‌باران نظامی) در بخش کامبوجی رود مکونگ و دیگر آبراهه‌های آن کشور غرق شدند. این مهمات عمل‌نکرده نه‌تنها برای ماهی‌گیران خطرناک است، بلکه ساخت پل و سامانه‌های آبیاری را نیز دشوار می‌سازد. تا سال ۲۰۱۳، داوطلبان کامبوجی با پشتیبانی دفتر پاک‌سازی و رفع سلاح در اداره امور سیاسی-نظامی وزارت خارجه ایالات متحده آموزش دیده‌اند تا اقدام به خنثی‌سازی این مواد منفجرهٔ زیر آب کنند.
نقشه‌های بی‌شماری که در طول تاریخ ثبت‌شده از حوضه رود مکونگ تهیه شده‌اند، بازتابی از دگرگونی‌های جغرافیای انسانی و سیاست‌های منطقه‌ای هستند.
در سال ۱۹۹۵، کشورهای لائوس، تایلند، کامبوج و ویتنام، کمیسیون رود مکونگ را برای مدیریت و هماهنگی بهره‌برداری از این رودخانه تأسیس کردند. در سال ۱۹۹۶، چین و میانمار به‌عنوان «شریکان گفت‌وگو» به این کمیسیون پیوستند و از آن زمان، این شش کشور در چارچوبی همکاری‌محور با یکدیگر همکاری می‌کنند. در سال ۲۰۰۰، دولت‌های چین، لائوس، تایلند و میانمار، «توافق‌نامهٔ ناوبری بازرگانی در رودخانه لانسانگ-مکونگ» را امضا کردند که سازوکاری برای همکاری در زمینهٔ تجارت آبی در بخش‌های بالادستی رود مکونگ به‌شمار می‌رود.

## زمین‌شناسی
الگوهای زهکشی درونی رود مکونگ در میان رودهای بزرگ جهان ویژگی‌هایی غیرمعمول دارند. بیشتر سامانه‌های رودخانه‌ای بزرگ که از درون قاره‌ها سرچشمه می‌گیرند، مانند رود آمازون، رود کنگو و رود می‌سی‌سی‌پی، شبکه‌های شاخه‌ای ساده‌ای دارند که به الگوی درخت شباهت دارند.
چنین الگوهایی معمولاً در حوضه‌هایی با شیب ملایم شکل می‌گیرند که در آن ساختار زمین‌شناسی زیرین یکنواخت و پایدار است و تأثیر اندکی بر شکل رود دارد. در مقابل، شبکه‌های شاخه‌ای رودهای سالوین، یانگ‌تسه و به‌ویژه مکونگ بسیار پیچیده‌ترند و حوضه‌های فرعی مختلف، الگوهای زهکشی متفاوت و متمایزی را نشان می‌دهند. این پیچیدگی‌ها در محیطی پدید آمده‌اند که ساختار زمین‌شناسی آن ناهمگون و فعال است و نقش اصلی را در تعیین مسیر رودخانه‌ها و چشم‌اندازهای پیرامونی ایفا می‌کند.
بلندشدن فلات تبت در دوره سوم زمین‌شناسی، عامل مهمی در پیدایش مونسون جنوب‌غربی بود، که خود تأثیرگذارترین عامل اقلیمی در چرخه آبی حوضه مکونگ به‌شمار می‌رود. درک ماهیت و زمان‌بندی بالاآمدگی تبت و همچنین ارتفاعات مرکزی (ویتنام)، به توضیح منشأ رسوبات دلتای مکونگ و دریاچه تونله ساپ کمک می‌کند. بررسی منشأ رسوبات نشان می‌دهد که حدود هشت میلیون سال پیش، تغییر مهمی در منبع رسوبات دلتای مکونگ رخ داده است. از حدود ۳۶ تا ۸ میلیون سال پیش، عمدهٔ رسوبات (۷۶٪) از فرسایش سنگ بستر در منطقهٔ مناطق حفاظت‌شدهٔ سه‌رود یوشو تأمین می‌شد، اما از ۸ میلیون سال پیش تاکنون، سهم این منطقه به ۴۰٪ کاهش یافته، در حالی که سهم ارتفاعات مرکزی (ویتنام) از ۱۱٪ به ۵۱٪ افزایش یافته است. یکی از مهم‌ترین نتایج این مطالعات، سهم اندک دیگر نواحی حوضه مکونگ در تولید رسوب است، از جمله فلات کورات، نواحی کوهستانی شمال لائوس و شمال تایلند، و رشته‌کوه‌های جنوب منطقهٔ سه‌رود.
آخرین دورهٔ یخبندان حدود ۱۹٬۰۰۰ سال پیش به‌طور ناگهانی پایان یافت، زمانی‌که سطح دریاها به‌سرعت بالا آمد و در حدود ۸٬۰۰۰ سال پیش (۸ هزار سال پیش از میلاد) به بیشینهٔ ارتفاع خود یعنی حدود ۴٫۵ متر بالاتر از سطح کنونی رسید. در آن زمان، خط ساحلی دریای جنوبی چین تا نزدیکی پنوم‌پن کشیده شد و نمونه‌های رسوبی برداشت‌شده از نزدیکی انگکور بوری، رسوباتی را نشان می‌دهند که تحت تأثیر جزر و مد، نمک‌زار و مرداب‌های مانگرو قرار داشته‌اند. رسوبات به‌دست‌آمده از دریاچه بزرگ تونله ساپ نیز در بازهٔ ۷٫۹ تا ۷٫۳ هزار سال پیش، نشانه‌هایی از تأثیرات دریایی دارند، که حاکی از ارتباط آن با دریای جنوبی چین است. هرچند ارتباط هیدرولیکی میان رود مکونگ و دریاچهٔ تونله ساپ در دورهٔ هولوسن به‌خوبی شناخته‌شده نیست، اما روشن است که در بازهٔ ۹٬۰۰۰ تا ۷٬۵۰۰ سال پیش، محل تلاقی این دو نزدیک به دریای جنوبی چین قرار داشته است.
ژئومورفولوژی کنونی دلتای مکونگ در طول ۶٬۰۰۰ سال گذشته شکل گرفته است. در این بازه، دلتا حدود ۲۰۰ کیلومتر به‌سوی دریای جنوبی چین پیشروی کرده و مساحتی بیش از ۶۲٬۵۰۰ کیلومتر مربع را پوشانده است. در فاصلهٔ ۵٫۳ تا ۳٫۵ هزار سال پیش، دلتا از خلیجی پهن عبور کرد که میان ارتفاعات مرزی کامبوج و ارتفاعات شمال هوشی‌مین واقع شده بود. در این دوره، دلتا از برخورد امواج کناری مصون بود و بیشتر از طریق فرایندهای رودخانه‌ای و جزر و مدی گسترش یافت. در آن زمان، دلتا با نرخ سالانهٔ ۱۷ تا ۱۸ متر پیشروی می‌کرد. اما پس از ۳٫۵ هزار سال پیش، دلتا از محدودهٔ خلیج فراتر رفت و در معرض امواج و جریان‌های دریایی قرار گرفت که رسوبات را به‌سمت شبه‌جزیره کاماو منحرف کردند. این منطقه یکی از جدیدترین بخش‌های دلتای مکونگ به‌شمار می‌رود.
در بخش‌های زیادی از مسیر خود، رود مکونگ در بسترهای سنگی جریان دارد، یعنی بستر و کرانه‌های آن توسط سنگ بستر یا آبرفت‌های قدیمی محدود شده‌اند. ویژگی‌های ژئومورفولوژیکی معمول رودهای رسوبی بالغ مانند پیچان‌رودها، دریاچه خمیده، بریدگی‌ها و دشت‌های سیلابی گسترده، تنها در بخش کوتاهی از مسیر اصلی رود در نزدیکی وینتیان و پایین‌دست کراتیه مشاهده می‌شود؛ جایی‌که رود مکونگ به بسترهای رسوبی بدون محدودیت‌های سنگ بستر وارد می‌شود.
در مجموع، حوضه مکونگ به‌طور معمول منطقه‌ای زلزله‌خیز محسوب نمی‌شود، زیرا بیشتر آن بر روی بلوک قاره‌ای نسبتاً پایداری قرار دارد. با این حال، بخش‌هایی از حوضه در شمال لائوس، شمال تایلند، میانمار و چین با زمین‌لرزه‌ها و لرزش‌های مکرر مواجه هستند. بزرگی این زمین‌لرزه‌ها به‌ندرت از ۶٫۵ در مقیاس ریشتر فراتر می‌رود و معمولاً آسیب جدی به‌دنبال ندارد.

## ناوبری

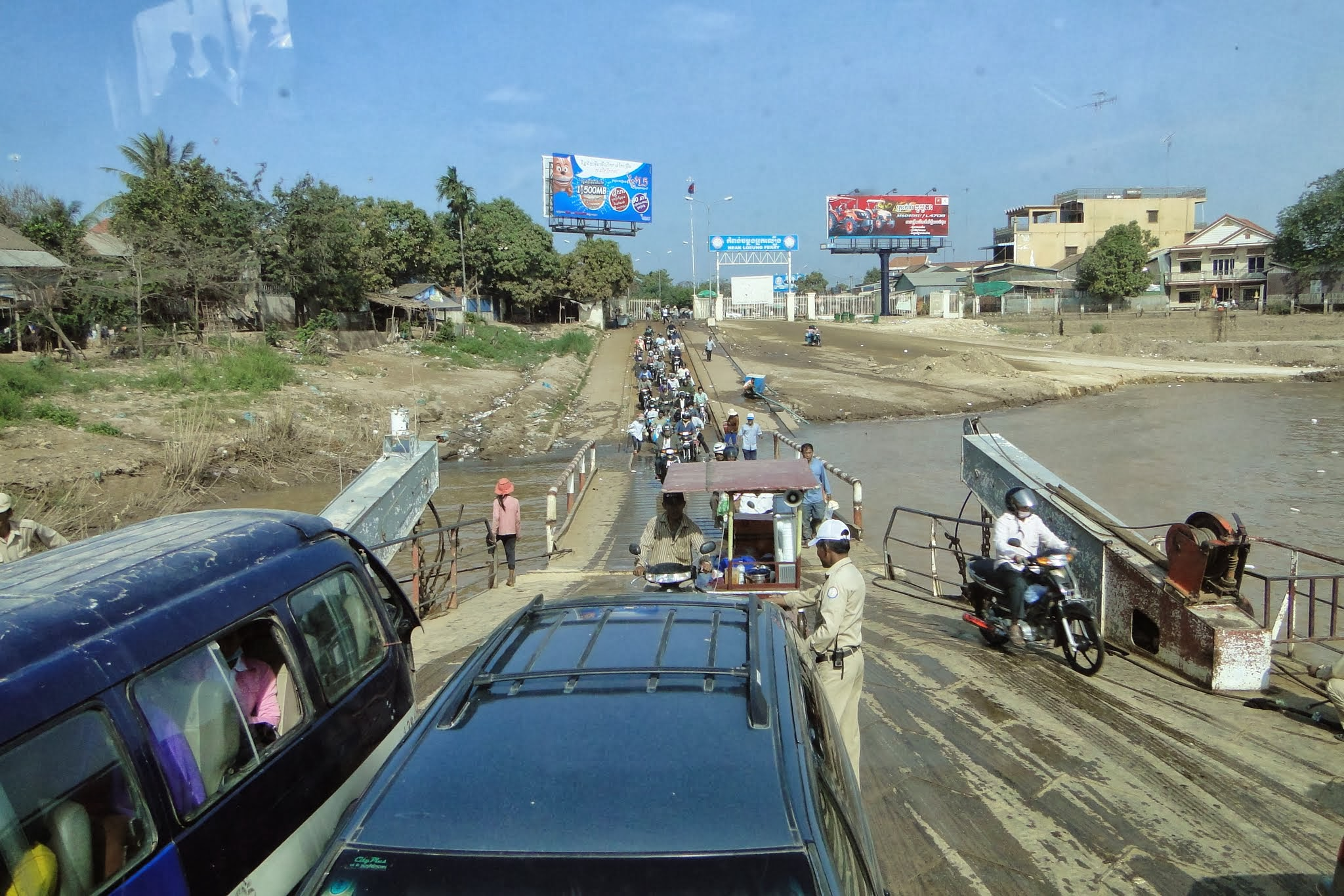
کشتی فری در رود مکونگ، نئاک لونگ، کامبوج

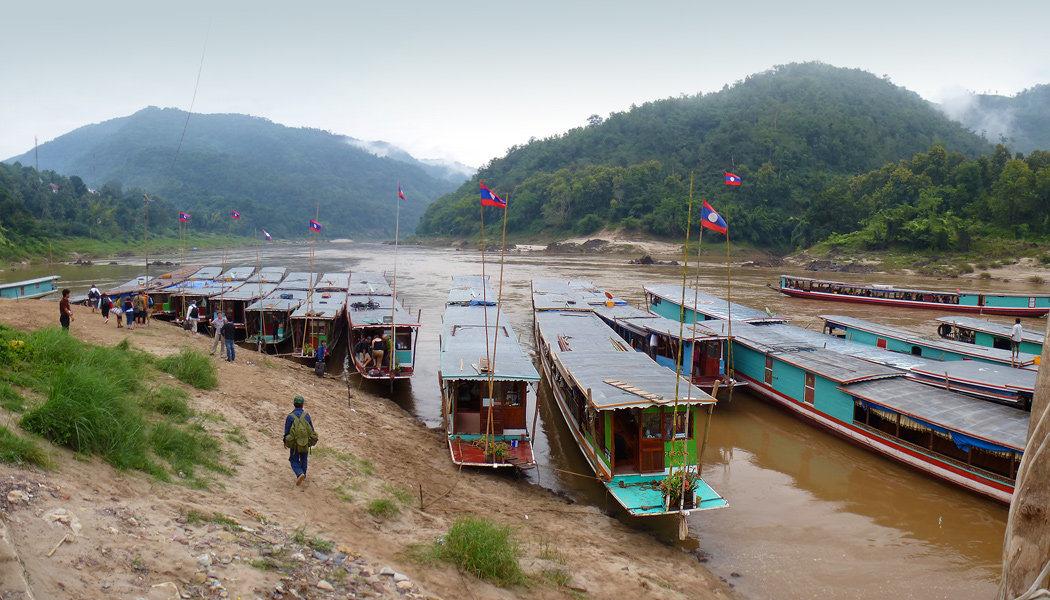
قایق‌های کروز آرام در پاک‌بنک، لائوس

هزاران سال است که رود مکونگ مسیر ارتباطی مهمی برای مردم و کالاها میان شهرهای متعدد ساحلی خود بوده است. شکل‌های سنتی تجارت با قایق‌های کوچک که جوامع محلی را به هم پیوند می‌دهند هنوز ادامه دارند، اما این رود اکنون به‌طور فزاینده‌ای به بخشی کلیدی از مسیرهای بازرگانی بین‌المللی بدل شده که شش کشور حوزه مکونگ را به یکدیگر و به دیگر نقاط جهان متصل می‌کند. مکونگ هنوز رودی رام‌نشده است و شرایط ناوبری در طول آن بسیار متغیر است. به‌طور کلی، ناوبری در این رود به دو بخش بالادست و پایین‌دست تقسیم می‌شود. بخش بالادست به قسمت شمال آبشارهای خون در جنوب لائوس اطلاق می‌شود و بخش پایین‌دست به مسیر پایین‌تر از این آبشارها.
بخش‌های باریک‌تر و پرتلاطم‌تر مکونگ در بالادست، همراه با نوسانات شدید فصلی در سطح آب، همچنان مانعی جدی برای ناوبری ایجاد می‌کنند. این نوسانات فصلی مستقیماً بر تجارت در این بخش از رود تأثیر می‌گذارند. در فصل آب کم (ژوئن تا ژانویه)، حجم کالاهای جابه‌جا شده بیش از ۵۰٪ کاهش می‌یابد که عمدتاً به‌دلیل کم‌شدن عمق ناوبری در این دوره است. با وجود این دشواری‌ها، رود مکونگ هم‌اکنون نیز بخشی مهم از زنجیره ترانزیت میان کونمینگ و بانکوک است و حدود ۳۰۰٬۰۰۰ تن کالا سالانه از این مسیر جابه‌جا می‌شود. پیش‌بینی می‌شود که حجم این تجارت سالانه بین ۸ تا ۱۱٪ افزایش یابد. زیرساخت‌های بندری برای پاسخ‌گویی به این رشد در حال توسعه‌اند و تسهیلات جدیدی در بندر چیانگ سائن برنامه‌ریزی شده است.
در لائوس، کشتی‌هایی با ظرفیت ۵۰ تا ۱۰۰ تن برای تجارت منطقه‌ای به‌کار گرفته می‌شوند. کالاهای حمل‌شده شامل چوب، محصولات کشاورزی و مصالح ساختمانی هستند. تایلند طیف گسترده‌ای از محصولات را از چین وارد می‌کند، از جمله سبزی، میوه، محصولات کشاورزی و کود شیمیایی. صادرات اصلی تایلند شامل لانگان خشک‌شده، روغن ماهی، فرآورده‌های لاستیکی و کالاهای مصرفی است. تقریباً تمام کشتی‌های باربری رفت‌وآمدکننده از بندر چیانگ سائن، کشتی‌های ۳۰۰ تنی با پرچم چین هستند.
تجارت آبی در کشورهای پایین‌دست مانند ویتنام و کامبوج رشد چشم‌گیری داشته است. روند رشد بار کانتینری در بندر پنوم‌پن و بار عمومی در بندر کن‌ته تا سال ۲۰۰۹ روند صعودی داشت، اما در آن سال، کاهش حجم بار به بحران مالی ۲۰۰۸ و افت تقاضای پوشاک صادراتی به آمریکا نسبت داده شد. در سال ۲۰۰۹، افتتاح بندر آب‌عمیق کای مپ در ویتنام، جهش قابل‌توجهی به تجارت در مکونگ بخشید. ترمینال‌های کانتینری این بندر می‌توانند کشتی‌هایی با آبخور ۱۵٫۲ متر را پذیرش کنند، که برابر با بزرگ‌ترین کشتی‌های کانتینری جهان است. این کشتی‌های مادر به‌طور مستقیم به اروپا یا ایالات متحده حرکت می‌کنند، و این امکان را فراهم می‌کنند که کالاها تنها با یک بار انتقال در کای مپ، به‌صورت بین‌المللی به‌سوی پنوم‌پن و بالعکس جابه‌جا شوند.
به‌عنوان یک رودخانهٔ بین‌المللی، چندین توافق‌نامه میان کشورهای حوزه مکونگ وجود دارد تا امکان تجارت و تردد میان آن‌ها فراهم شود. مهم‌ترین این توافق‌ها که کل مسیر رود را در بر می‌گیرند، عبارت‌اند از:
توافق چین و لائوس دربارهٔ حمل‌ونقل بار و مسافر در رود لانسانگ–مکونگ، نوامبر ۱۹۹۴
توافق‌نامه همکاری برای توسعه پایدار حوضه رود مکونگ، ماده ۹، آزادی ناوبری، ۵ آوریل ۱۹۹۵، چیانگ‌رای
توافق هانوی میان کامبوج و ویتنام دربارهٔ حمل‌ونقل آبی، ۱۳ دسامبر ۱۹۹۸
توافق‌نامه میان دولت‌های لائوس، تایلند و ویتنام برای تسهیل حمل‌ونقل مرزی کالا و مسافر، امضاشده در وینتیان، ۲۶ نوامبر ۱۹۹۹ (اصلاح‌شده در یانگون، میانمار)
توافق‌نامه ناوبری بازرگانی در رود لانسانگ–مکونگ میان دولت‌های چین، لائوس، میانمار و تایلند، امضاشده در تاچیلیک، ۲۰ آوریل ۲۰۰۰
توافق پنوم‌پن میان کامبوج و ویتنام دربارهٔ ترانزیت کالا، ۷ سپتامبر ۲۰۰۰
توافق‌نامه جدید حمل‌ونقل آبی میان ویتنام و کامبوج، امضاشده در پنوم‌پن، ۱۷ دسامبر ۲۰۰۹
در دسامبر ۲۰۱۶، کابینه تایلند به ریاست پرایوت چان‌اوچا به‌طور اصولی با برنامه‌ای برای لایروبی مسیرهایی از رود مکونگ و انفجار صخره‌های مانع در مسیر کشتیرانی موافقت کرد. طرح بین‌المللی بهسازی ناوبری رود لانسانگ–مکونگ برای دوره ۲۰۱۵ تا ۲۰۲۵، به ابتکار چین، میانمار، لائوس و تایلند طراحی شده و هدف آن فراهم‌سازی مسیر برای کشتی‌های باری ۵۰۰ تنی در فاصلهٔ یون‌نان تا لوآنگ پرابانگ به‌طول ۸۹۰ کیلومتر است. چین محرک اصلی این طرح است و هدف آن گسترش تجارت در منطقه می‌باشد. این طرح در دو مرحله اجرا می‌شود. مرحله نخست (۲۰۱۵ تا ۲۰۲۰) شامل بررسی، طراحی و ارزیابی تأثیرات زیست‌محیطی و اجتماعی است که باید توسط چهار کشور یادشده تأیید شود. مرحله دوم (۲۰۲۰ تا ۲۰۲۵) شامل بهسازی مسیر ناوبری از سیمائو چین تا مرز ۲۴۳ پُست در چین و میانمار به‌طول ۲۵۹ کیلومتر است. گروه‌های محلی اما معتقدند که مردم بومی هم‌اکنون نیز در طول سال از این مسیر استفاده می‌کنند و هدف این طرح نه کمک به مردم منطقه، بلکه فراهم‌کردن عبور کشتی‌های بزرگ تجاری چینی در تمام طول سال است.
در ۴ فوریه ۲۰۲۰، کابینه تایلند رأی به توقف این پروژه داد، چرا که دولت چین در تأمین هزینهٔ مطالعات تکمیلی ناحیهٔ مورد نظر کوتاهی کرد.

## پل‌ها

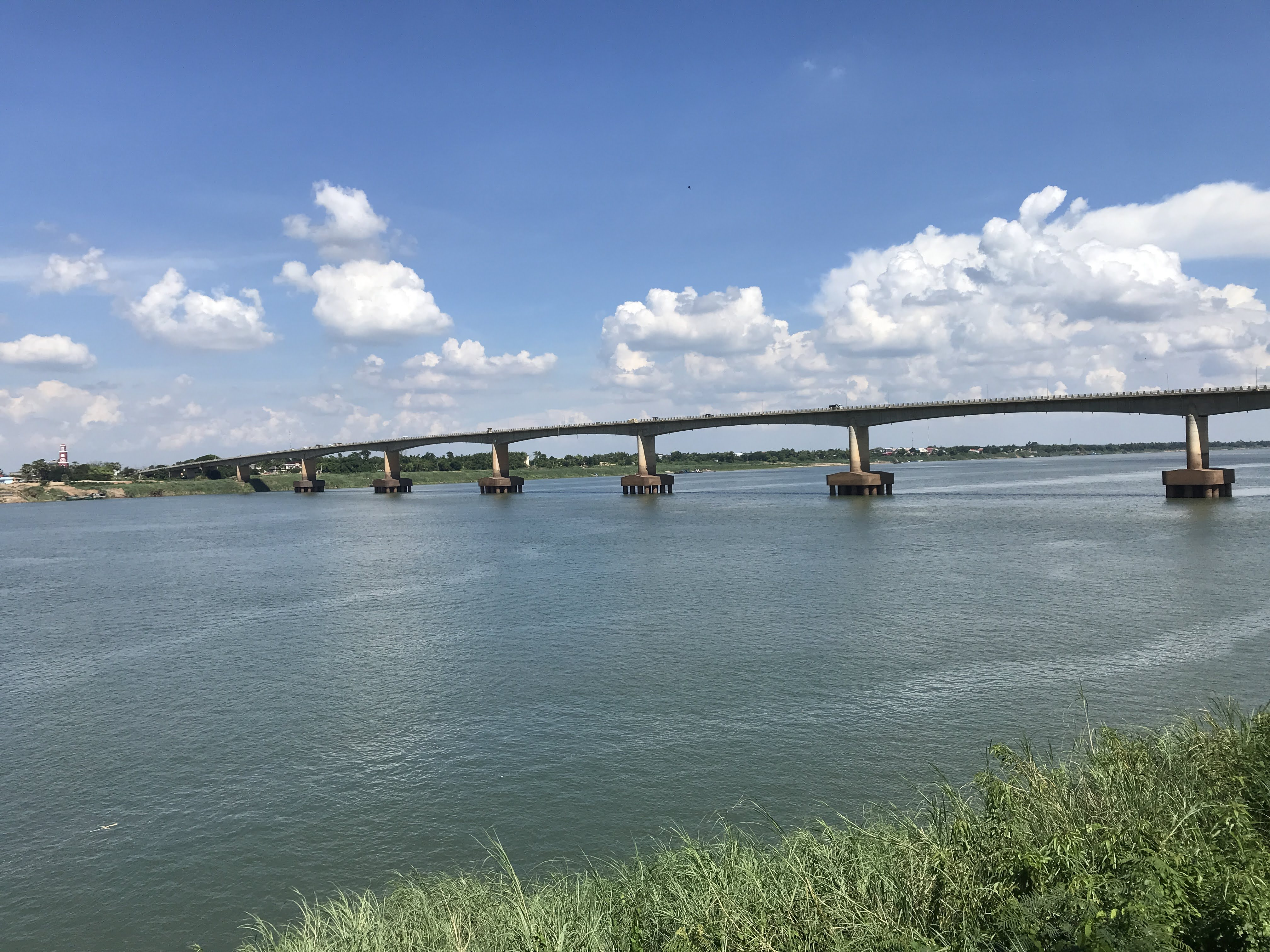
پل کیزونا بر فراز رود مکونگ در کامپونگ چام

ساخت پل دوستی میانمار–لائوس در ۱۹ فوریهٔ ۲۰۱۳ آغاز شد. این پل ۶۹۱٫۶ متر طول خواهد داشت و یک بزرگراه دو بانده به عرض ۸٫۵ متر خواهد داشت.
پل نخست دوستی تایلند و لائوس شهر نونگ خای را به وینتیان در لائوس متصل می‌کند. این پل که ۱٬۱۷۰ متر طول دارد، در ۸ آوریل ۱۹۹۴ گشایش یافت. پل دو خط عبور ۳٫۵ متری دارد و یک خط ریلی در وسط آن قرار گرفته است. در ۲۰ مارس ۲۰۰۴ دولت‌های تایلند و لائوس توافق کردند که خط ریلی تا ایستگاه «تا نالائنگ» در لائوس امتداد یابد که این پروژه اکنون کامل شده است.
پل دوم دوستی تایلند و لائوس، موکداهان را به ساواناکت متصل می‌کند. این پل دو بانده، ۱۲ متر عرض و ۱٬۶۰۰ متر طول دارد و در ۹ ژانویه ۲۰۰۷ به بهره‌برداری عمومی رسید.
پل سوم دوستی تایلند و لائوس در ۱۱ نوامبر ۲۰۱۱ به روی ترافیک گشوده شد و استان ناخن فانوم در تایلند را به تاکه‌ک در لائوس متصل می‌کند. این پل بخشی از بزرراه آسیایی شماره ۳ است و ساخت آن با همکاری دولت‌های چین و تایلند و با هزینهٔ تقریبی ۳۳ میلیون دلار انجام شد.

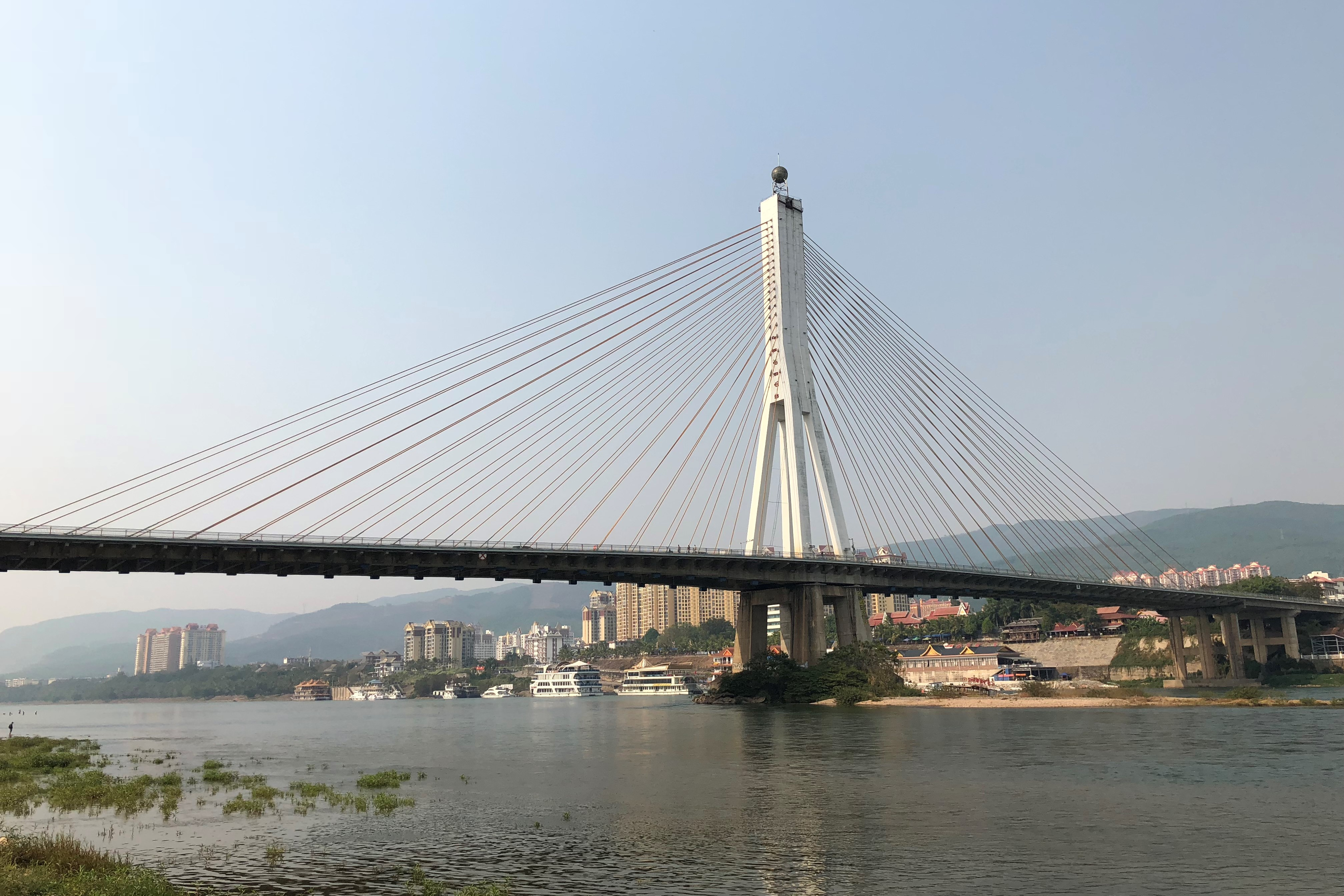
پل و بندر رودخانه‌ای در جینگ‌هونگ، چین

پل چهارم دوستی تایلند و لائوس در ۱۱ دسامبر ۲۰۱۳ به بهره‌برداری رسید. این پل استان چیانگ رای در تایلند را به بن هوای‌سای در لائوس پیوند می‌دهد.
یک پل نیز وجود دارد که به‌طور کامل در درون خاک لائوس قرار دارد و برخلاف پل‌های دوستی، گذرگاه مرزی نیست. این پل در شهر پاکسه در استان چامپاساک قرار دارد، ۱٬۳۸۰ متر طول دارد و در سال ۲۰۰۰ ساخته شده است. ۱۵°۶′۱۹٫۹۵″ شمالی ۱۰۵°۴۸′۴۹٫۵۱″ شرقی / ۱۵٫۱۰۵۵۴۱۷°شمالی ۱۰۵٫۸۱۳۷۵۲۸°شرقی
پل کیزونا در کامبوج و در شهر کامپونگ چام قرار دارد، در مسیر جاده‌ای که پنوم‌پن را به استان‌های دورافتادهٔ راتاناکیری، موندول‌کیری و کشور لائوس متصل می‌کند. این پل در ۱۱ دسامبر ۲۰۰۱ افتتاح شد.
پل پرک تاماک در ۴۰ کیلومتری شمال پنوم‌پن قرار دارد و در سال ۲۰۱۰ گشایش یافت.
خود شهر پنوم‌پن هنوز پل جدیدی در دست ساخت ندارد، هرچند دو پل تازه روی تونله ساپ به‌تازگی افتتاح شده‌اند و پل اصلی مسیر بزرگراه به هوشی‌مین نیز در سال ۲۰۱۰ دوبرابر شده است.
پل نئاک لونگ نیز در مسیر بزرگراه ملی شماره ۱ کامبوج میان پنوم‌پن و هوشی‌مین و با کمک دولت ژاپن ساخته شد و در سال ۲۰۱۵ افتتاح گردید.
در ویتنام، پل می‌تئون در سال ۲۰۰۰ افتتاح شد. این پل از شاخهٔ نخست مکونگ — شاخهٔ چپ و اصلی با نام سونگ تیئن یا «تیئن‌جیانگ» — در نزدیکی وین لانگ عبور می‌کند. از سال ۲۰۰۸، پل راچ میئو نیز این شاخه را در نزدیکی می‌تُو و بین استان‌های تیئن‌جیانگ و بن‌تره قطع می‌کند.
پل کن‌ته‌ر از شاخهٔ دوم مکونگ — شاخهٔ راست و فرعی اصلی به‌نام «باساک» (سونگ هاو) — می‌گذرد. این پل که در سال ۲۰۱۰ افتتاح شد، طولانی‌ترین پل کابلی تک‌طاق در آسیای جنوب‌شرقی به‌شمار می‌رود.